# Warfare
Warfare är en amerikansk krigsfilm från 2025, regisserad av Alex Garland.
Filmen baserad på den före detta Navy SEAL-soldaten Ray Mendozas egna upplevelser under Irakkriget. Filmen följer en pluton i realtid under ett intensivt slag.
Filmen hade biopremiär i Sverige den 2 maj 2025.